# Jaguar XJ13
Jaguar XJ13 – sportowy samochód osobowy wyprodukowany przez brytyjską firmę Jaguar Cars w jednym egzemplarzu w roku 1966. Dostępny jako 2-drzwiowy roadster. Do napędu użyto silnika V12 o pojemności pięciu litrów. Moc przenoszona była na oś tylną poprzez 5-biegową manualną skrzynię biegów.

## Dane techniczne

### Silnik
- V12 5,0 l (4994 cm³), 2 zawory na cylinder, DOHC
- Układ zasilania: wtrysk Lucas
- Średnica cylindra × skok tłoka: 87,00 mm × 70,00 mm
- Stopień sprężania: 10,4:1
- Moc maksymalna: 509 KM (374 kW) przy 7600 obr./min
- Maksymalny moment obrotowy: 523 N•m przy 6300 obr./min

### Osiągi
- Przyspieszenie 0-100 km/h: b/d
- Prędkość maksymalna: 274 km/h